# Damernas scullerfyra i rodd vid olympiska sommarspelen 2020
Damernas scullerfyra i rodd vid olympiska sommarspelen 2020 avgjordes mellan den 23 och 28 juli 2021 i Tokyo.
Det var 12:e gången damernas scullerfyra fanns med som en gren vid OS. Grenen har varit med i varje upplaga av olympiska sommarspelen sedan 1976.

## Schema
Alla tiderna är UTC+9.
| Datum               | Tid   | Omgång      |
| ------------------- | ----- | ----------- |
| Fredag 23 juli 2021 | 11:50 | Försöksheat |
| Söndag 25 juli 2021 | 10:50 | Återkval    |
| Onsdag 28 juli 2021 | 9:00  | B-final     |
| Onsdag 28 juli 2021 | 10:50 | A-final     |

## Resultat

### Försöksheat
De två första i varje försöksheat gick vidare till A-finalen medan övriga gick till återkvalet.

#### Heat 1
| Placering | Bana | Roddare                                                                   | Land           | Tid     | Noteringar |
| --------- | ---- | ------------------------------------------------------------------------- | -------------- | ------- | ---------- |
| 1         | 2    | Daniela Schultze Franziska Kampmann Carlotta Nwajide Frieda Hämmerling    | Tyskland       | 6.18,22 | 0Q0        |
| 2         | 4    | Laila Youssifou Inge Janssen Olivia van Rooijen Nicole Beukers            | Nederländerna  | 6.19,36 | 0Q0        |
| 3         | 1    | Hannah Scott Mathilda Hodgkins-Byrne Charlotte Hodgkins-Byrne Lucy Glover | Storbritannien | 6.20,80 | Återkval   |
| 4         | 3    | Georgia Nugent-O'Leary Ruby Tew Eve MacFarlane Olivia Loe                 | Nya Zeeland    | 6.25,23 | Återkval   |
| 5         | 5    | Cicely Madden Alison Rusher Meghan O'Leary Ellen Tomek                    | USA            | 6.34,36 | Återkval   |

#### Heat 2
| Placering | Bana | Roddare                                                            | Land       | Tid     | Noteringar |
| --------- | ---- | ------------------------------------------------------------------ | ---------- | ------- | ---------- |
| 1         | 2    | Chen Yunxia Zhang Ling Lü Yang Cui Xiaotong                        | Kina       | 6.14,32 | 0Q0        |
| 2         | 1    | Agnieszka Kobus Marta Wieliczko Maria Sajdak Katarzyna Zillmann    | Polen      | 6.18,62 | 0Q0        |
| 3         | 4    | Valentina Iseppi Alessandra Montesano Veronica Lisi Stefania Gobbi | Italien    | 6.20,45 | Återkval   |
| 4         | 5    | Ria Thompson Rowena Meredith Harriet Hudson Caitlin Cronin         | Australien | 6.26,21 | Återkval   |
| 5         | 3    | Violaine Aernoudts Margaux Bailleul Marie Jacquet Emma Lunatti     | Frankrike  | 6.33,64 | Återkval   |

### Återkval
De två första i återkvalet gick vidare till A-finalen medan övriga gick till B-finalen.
| Placering | Bana | Roddare                                                                   | Land           | Tid     | Noteringar |
| --------- | ---- | ------------------------------------------------------------------------- | -------------- | ------- | ---------- |
| 1         | 2    | Ria Thompson Rowena Meredith Harriet Hudson Caitlin Cronin                | Australien     | 6.36,67 | A-final    |
| 2         | 3    | Valentina Iseppi Alessandra Montesano Veronica Lisi Stefania Gobbi        | Italien        | 6.37,44 | A-final    |
| 3         | 5    | Georgia Nugent-O'Leary Ruby Tew Eve MacFarlane Olivia Loe                 | Nya Zeeland    | 6.39,91 | B-final    |
| 4         | 4    | Hannah Scott Mathilda Hodgkins-Byrne Charlotte Hodgkins-Byrne Lucy Glover | Storbritannien | 6.42,97 | B-final    |
| 5         | 6    | Violaine Aernoudts Margaux Bailleul Marie Jacquet Emma Lunatti            | Frankrike      | 6.47,41 | B-final    |
| 6         | 1    | Cicely Madden Alison Rusher Meghan O'Leary Ellen Tomek                    | USA            | 6.50,74 | B-final    |

### Finaler

#### B-final
| Placering | Bana | Roddare                                                                   | Land           | Tid     | Noteringar |
| --------- | ---- | ------------------------------------------------------------------------- | -------------- | ------- | ---------- |
| 7         | 2    | Hannah Scott Mathilda Hodgkins-Byrne Charlotte Hodgkins-Byrne Lucy Glover | Storbritannien | 6.25,14 |            |
| 8         | 3    | Georgia Nugent-O'Leary Ruby Tew Eve MacFarlane Olivia Loe                 | Nya Zeeland    | 6.29,00 |            |
| 9         | 4    | Violaine Aernoudts Margaux Bailleul Marie Jacquet Emma Lunatti            | Frankrike      | 6.29,70 |            |
| 10        | 1    | Cicely Madden Alison Rusher Meghan O'Leary Ellen Tomek                    | USA            | 6.30,03 |            |

#### A-final
| Placering | Bana | Roddare                                                                | Land          | Tid     | Noteringar |
| --------- | ---- | ---------------------------------------------------------------------- | ------------- | ------- | ---------- |
| 1         | 3    | Chen Yunxia Zhang Ling Lü Yang Cui Xiaotong                            | Kina          | 6.05,13 | 0OR0, 0VR0 |
| 2         | 5    | Agnieszka Kobus Marta Wieliczko Maria Sajdak Katarzyna Zillmann        | Polen         | 6.11,36 |            |
| 3         | 6    | Ria Thompson Rowena Meredith Harriet Hudson Caitlin Cronin             | Australien    | 6.12,08 |            |
| 4         | 1    | Valentina Iseppi Alessandra Montesano Veronica Lisi Stefania Gobbi     | Italien       | 6.13,33 |            |
| 5         | 4    | Daniela Schultze Franziska Kampmann Carlotta Nwajide Frieda Hämmerling | Tyskland      | 6.13,41 |            |
| 6         | 2    | Laila Youssifou Inge Janssen Olivia van Rooijen Nicole Beukers         | Nederländerna | 6.15,75 |            |